# Tropidosuchus romeri
Il tropidosuco (Tropidosuchus romeri) è un rettile arcosauriforme estinto, appartenente ai proterocampsi. Visse nel Triassico medio (Anisico, circa 245-243 milioni di anni fa) e i suoi resti fossili sono stati ritrovati in Sudamerica.

## Descrizione
Questo animale era di piccole dimensioni, e il cranio era lungo solo 7 centimetri. Era caratterizzato da orbite molto grandi, un muso appuntito e sottile con numerosi denti aguzzi e rivolti all'indietro, narici strette e allungate che si aprivano dorsalmente e un profilo cranico triangolare. Tropidosuchus assomigliava a Chanaresuchus come proporzioni generali, ma se ne differenziava per alcune caratteristiche, tra cui la forma dell'osso quadrato. Le vertebre cervicali erano più grandi delle dorsali, mentre il femore di forma sigmoide era grande quanto la tibia; il quarto trocantere era meno sviluppato rispetto a Chanaresuchus e Gualosuchus. L'astragalo era più esteso trasversalmente e il calcagno era dotato di un tubercolo più sviluppato rispetto a quello di Chanaresuchus. Il corpo era ricoperto da scudi dermici sopra le spine neurali; erano di grosse dimensioni, uno per spina, disposti in una singola fila e dotati di una grande cresta longitudinale.

## Classificazione
Tropidosuchus è un tipico rappresentante dei proterocampsidi, un gruppo di arcosauromorfi predatori tipici del Triassico sudamericano. Tropidosuchus, in particolare, sembrerebbe essere stato una forma ancestrale al gruppo derivato dei Rhadinosuchinae, comprendente Chanaresuchus, Pseudochampsa, Gualosuchus e Rhadinosuchus. 
Tropidosuchus romeri venne descritto per la prima volta nel 1990, sulla base di resti fossili ritrovati nella formazione Chañares in Argentina.